# Parigine in costume algerino
Parigine in costume algerino (in francese Parisiennes habillées en Algériennes; in giapponese アルジェリア風のパリの女たち?, Arujeria kaze no Pari no on'na-tachi), anche noto in francese come Intérieur de harem à Montmartre ("Interno di un harem a Montmartre"), è un dipinto di Pierre-Auguste Renoir, terminato nel 1872, che è un omaggio al quadro di Eugène Delacroix Donne di Algeri nei loro appartamenti (1834, Louvre). Venne rifiutato dal Salone di quell'anno e, non piacendo allo stesso artista, venne venduto per una piccola somma come parte di un lotto più grande. Attualmente è esposto al museo nazionale d'arte occidentale a Tokyo.

## Omaggio a Delacroix

Eugène Delacroix, Donne di Algeri nei loro appartamenti, 1834, olio su tela, Louvre

Negli anni 1870, Renoir si allontanò temporaneamente dal realismo di Gustave Courbet ed Édouard Manet per avvicinarsi al colore e all'opera del suo eroe Delacroix. Dipinse quest'opera come omaggio al dipinto di Delacroix Donne di Algeri nei loro appartamenti (1834, Louvre) che in seguito descrisse come "il quadro più bello che esista".
Il titolo del quadro riconosce la natura artificiale di gran parte della pittura orientalista, chiarendo che queste sono delle parigine travestite. Potrebbe anche essere un riferimento umoristico al fatto che Delacroix era stato costretto a dipingere le Donne di Algeri nello studio adoperando delle modelle francesi, dato che non era riuscito ad ottenere un accesso adeguato per alcun appartamento femminile durante il suo viaggio ad Algeri nel 1832.
Roger Benjamin descrisse questo harem come una "demitizzazione naturalista dell'Oriente" nel suo essere un pastiche. Venne rifiutato dal Salone del 1872, il che per Benjamin portò all'abbandono degli esperimenti di Renoir con l'orientalismo negli anni 1870. Anche se la cultura e le vesti algerine erano molto note in Francia dalla metà del secolo diciannovesimo, in seguito all'intervento coloniale francese nel paese, Renoir non avrebbe visitato l'Algeria fino al 1881.

## Storia
Renoir non era entusiasta dell'opera, descrivendola ad Ambroise Vollard come una "grande macchina", una grande composizione accademica. Nel cambiare studio la lasciò sperando che la sua ex padrona di casa se ne sbarazzasse, ma alla fine dovette riprenderla e la vendette assieme ad altre tele in un lotto unico per 500 franchi.
Il quadro venne acquistato dal parigino Hyacinthe-Eugéne Meunier (o Murer). Passò poi nelle mani di E. Fasquelle, a Parigi (prima del 1912); Bernheim-Jeune, a Parigi (acquistato da Eugène Fasquelle, 4 ottobre del 1913); Bernheim-Jeune figlio (acquistato da Bernheim-Jeune, 26 gennaio del 1914); Durand-Ruel, a Parigi (comprato da Berheim-Jeune figlio, 31 dicembre del 1921); Kojiro Matsukata (comprato da Durand-Ruel, 31 dicembre del 1921(?)); fu confiscato dal governo francese, nel 1944; tornò in Giappone, nel 1959.

## Descrizione
La composizione di Renoir è molto diversa da quella delle Donne di Algeri di Delacroix. Mentre Delacroix colloca le sue figure in primo piano, Renoir ritrae le sue in una diagonale con una figura indistinta sullo sfondo della parte superiore destra. Il piano della scena si inclina verso lo spettatore così che le donne sembrino poter scivolare verso il fondo del quadro. Due donne dai capelli neri sembrano delle serve che assistono la donna bionda al centro che viene preparata evidentemente per un incontro sessuale. La donna alla destra regge uno specchio mentre quella di sinistra la trucca utilizzando un pennello. Sono presenti della nudità e della semi-nudità, che Delacroix non aveva incluso nella sua scena.
La figura nell'angolo in alto a destra sta salutando un visitatore, il cui arrivo attrae anche l'attenzione della donna di sinistra. C'è la sensazione che l'arrivo del visitatore sia inaspettato o improvviso. La donna nella parte superiore alza la mano, forse per sorpresa o per ritardare l'accesso mentre terminano i preparativi per l'incontro. Una lettura del dipinto ci vede l'arrivo di un cliente maschile a un bordello di Parigi a tema orientale.
Una delle modelle è stata identificata con l'amante di Renoir Lise Tréhot. Tréhot posò per Renoir fino al 1872 circa. Parigine in costume algerino è una delle ultime tele per le quali ella posò per Renoir.